# Ahmed Hafnaui
Ahmed Ayoub Hafnaoui (4 de diciembre de 2002) es un nadador tunecino ganador de la medalla de oro en los 400m libres en los Juegos Olímpicos de Tokio 2020. Con esta medalla se convirtió en el segundo campeón olímpico de Túnez en la natación, siguiendo a Oussama Mellouli, ganador de oro en los 1500 m en los Juegos Olímpicos de 2008.

## Palmarés internacional
| Juegos Olímpicos | Juegos Olímpicos | Juegos Olímpicos | Juegos Olímpicos |
| Año              | Lugar            | Medalla          | Prueba           |
| ---------------- | ---------------- | ---------------- | ---------------- |
| 2020             | Tokio ( Japón)   | Medalla de oro   | 400 m libre      |

## Carrera profesional
Hafnaoui es medallista de bronce en los 400 metros estilo libre en los Juegos de la Juventud Africana de 2018.
El mismo año, Hafnaoui ganó en el Campeonato Africano una medalla de plata en el relevo 4x200m estilo libre y tres medallas de bronce, en los 800m estilo libre, 1 500 estilo libre y el relevo 4. x 100 m estilo libre.
En 2021 ganó el oro en los Juegos Olímpicos en Tokio en los 400m estilo libre.